# Клисурски манастир (Видинска епархия)
Вижте пояснителната страница за други значения на Клисурски манастир.
Клисурският манастир „Св. св. Кирил и Методий“ е действащ девически православен манастир във Видинска епархия. Намира се в Северозападна България, област Монтана, община Вършец, в землището на село Бързия (между градовете Берковица и Вършец). По време на османското владичество многократно е разрушаван. Възстановен в края на XIX век.

## Местоположение
Намира се на 85 km от София и на 9 km от Берковица. Има статут на отделно селище (с настоящ адрес). Храмовият му празник е на 11 май. Четвърти по големина в България. Разположен в подножието на северните склонове на връх Тодорини кукли в Западна Стара планина.

## История
Манастирът е многократно опожаряван, разрушаван и наново съграждан от християнското население.
През Възраждането е възстановен от йеромонах Антим, със светско име Александър Дамянов, от Берковица. През 1869 г. той построява магерницата, а след това параклиса „Свети Никола“ и аязмото. От 1887 до 1890 г. е съградена и църквата „Св. равноапостоли Кирил и Методий“. Архимандрит Антим – ктитор и игумен на манастира умира през 1922 г. Друг виден дарител на манастира е Илия Стоянов.
Църквата и манастирът са реставрирани през 1936-37 години, в който последен вид са се запазили до днес. Реставрацията е дело на самоковски майстори, които изработват и иконостаса. Стенописите зографисват Господин Желязков, а след кончината му при падане от скелето в купола, дъщерята и зетят на художника Олга Богданова и проф. Георги Богданов. В манастира има още и отделни иконописни творби на руски художници.
В манастира има дела и на майстори от Дебърската художествена школа.

## Природа
Клисурският манастир е разположен в живописна местност. Районът му е привлекателен център за почивка и разходка. Манастирът е духовен център, както и място за поклонение и общение на миряните.
От месец май 2007 година в манастира се заселват 6 монахини, българки от Вардарска Македония.